# Spider-Man gegen den gelben Drachen
Spider-Man gegen den gelben Drachen (engl.: Spider-Man: The Dragon’s Challenge) ist ein US-amerikanischer Fernsehfilm aus dem Jahr 1981. Die Grundlage bildete die Marvel-Comicfigur Spider-Man, in die sich der Fotograf Peter Parker verwandelt. Es handelt sich um die dritte Realverfilmung der Spider-Man-Comics, die aus der Fernsehserie The Amazing Spider-Man für den Kinoeinsatz in Deutschland zusammengeschnitten wurde.

## Handlung
Min Lo Chan ist der chinesische Minister für industrielle Entwicklung und zufällig ein alter College-Freund von J. Jonah Jameson. Er flieht aus China und kommt in die USA, um drei Männer ausfindig zu machen, die ihm während des Krieges Geld für Geheimnisse über Mao Zedong anboten. Damals lehnte er ab. Er kommt bei seiner Tochter Emily Chan, die in New York lebt, unter. Jetzt scheint der damalige Vorfall untersucht zu werden und er muss schnell einen der Männer finden, um seine Unschuld zu beweisen.
Er bittet Mr. Jameson, ihm bei der Suche zu helfen. Doch alles soll unauffällig vonstattengehen, weil es anscheinend Elemente gibt, die ihn verurteilt sehen wollen. Deshalb bittet Jameson Peter Parker, in seinem Namen mit diskret drei Ex-Marines zu sprechen. Es scheint jedoch, dass einer davon der Industrielle Zeider ist, der ein Kraftwerk für die chinesische Regierung im Wert von einer Milliarde Dollar bauen will. Zeider weiß, dass der Beamte ein anderes Unternehmen in Betracht zieht, aber auch, dass dessen Nachfolger ihm den Auftrag erteilen wird. Also schickt er Clyde Evans, um sicherzustellen, dass der Zeuge Min Lo Chan nicht Kontakt zum Beamten bekommt oder nicht lebend nach China zurückkehrt.
Spider-Man rettet Min mehrmals das Leben. Dann erfährt Peter vom letzten Marines, der Mins Namen reinwaschen kann: Professor Dent, der sich bereit erklärt zu helfen. Zusammen mit Min, Peter und seiner eigenen Nichte Emily fliegt er nach Hongkong, um auszusagen. Doch dort lässt Zeider Dent entführen, um sein Schweigen sicherzustellen. Mit Emilys Hilfe verfolgt Spider-Man die Entführer zu Zeider. Er besiegt Zeider, bringt Dent in Sicherheit und kann Mins Unschuld beweisen.

## Produktion und Veröffentlichung
Der Film entstand bei Charles Fries Productions als Kompilation der Folgen 13 und 14 der Serie The Amazing Spider-Man, die 1979 in den USA im Fernsehen gezeigt wurde. Regie führte Don McDougall und das Drehbuch schrieb Lionel E. Siegel, der auch der Produzent war. Die Musik komponierte Dana Kaproff und für die Kameraführung war Vincent A. Martinelli verantwortlich. Die künstlerische Leitung lag bei Julian Sacks und für den Schnitt verantwortlich waren Erwin Dumbrille und Fred Roth.
Am 6. Juli 1980 hatte Spider-Man gegen den gelben Drachen seine Weltpremiere in Mailand. Im Laufe es Jahres 1981 kam er in die Kinos in Brasilien, Portugal, Westdeutschland, Spanien, Australien und Irland.

## Synchronisation
| Rolle                     | Schauspieler     | Synchronsprecher  |
| ------------------------- | ---------------- | ----------------- |
| Peter Parker / Spider-Man | Nicholas Hammond | Ivar Combrinck    |
| Emily Chan                | Rosalind Chao    | Uschi Wolff       |
| J. Jonah Jameson          | Robert F. Simon  | Leo Bardischewski |
| Bertino                   | Michael Mancini  | Norbert Gastell   |
| Julie Masters             | Ellen Bry        | Marina Köhler     |

## Rezeption
Der Filmdienst betitelte das Werk als „Actionfilm in naivem Märchenstil, der die pittoreske Kulisse von Hongkong wirkungsvoll zur Geltung bringt.“